# История Николаевской области
Анетовская культура позднего палеолита названа по селу Анетовка.
Археологический памятник Виноградный Сад сабатиновской культуры датируется поздним бронзовым веком (XV—XIII века до н. э.)
В 331 году до н. э. Ольвию неудачно пытался завоевать полководец Александра Македонского Зопирион.
В первые столетия нашей эры на землях Северного Причерноморья появились поселения скифов, сарматов и греческие колонии.
Могильник Каборга черняховской культуры датируется концом III века — серединой IV века.
Территория между Южным Бугом и Днепром вошла в состав России после русско-турецкой войны (1768—1774), а территория к западу от Южного Буга — после заключения Ясского мира в 1792.
В XVIII веке на территории области располагалось множество казацких поселений.
| Дата                               | Событие                                                            |
| ---------------------------------- | ------------------------------------------------------------------ |
| 1415                               | Литовцы основали крепость Очаков                                   |
| 1526—1774                          | В составе Турции под названием Едисан                              |
| 21 июля 1788                       | Основание Николаева                                                |
| 21 июля 1788 — 12 декабря 1796     | В составе Екатеринославского наместничества                        |
| 12 декабря 1796 — 8 ноября 1802    | В составе Новороссийской губернии                                  |
| 8 октября 1802 — 15 апреля 1803    | Николаевская губерния                                              |
| 15 апреля 1803 — 1920              | Перемещение центра в Херсон и переименование в Херсонскую губернию |
| 15 апреля 1803 — 1923              | Центр Николаевского уезда                                          |
| 17 марта 1918                      | Захват войсками Германии                                           |
| 9 декабря 1918 — 2 февраля 1919    | Захват войсками Германии                                           |
| 2 февраля 1919 — 12 марта 1919     | Захват войсками Антанты                                            |
| 12 марта 1919                      | Захват партизанскими войсками Григорьева                           |
| 18 августа 1919                    | Захват войсками А. И. Деникина                                     |
| 16 апреля 1920 — 21 октября 1922   | Центр новообразованной Николаевской губернии (из части Херсонской) |
| 21 октября 1922 — 22 сентября 1937 | В составе Одесской области                                         |
| 21 октября 1922 — 7 марта 1923     | Николаевский уезд                                                  |
| 7 марта 1923 — 2 сентября 1930     | Николаевский округ                                                 |
| 2 сентября 1930 — 22 сентября 1937 | Николаевский район                                                 |
| 22 сентября 1937 — 1941            | Николаевская область                                               |
| 17 июля 1941 — 28 марта 1944       | Оккупация Германией                                                |
| 1941—1943                          | Комиссариат Николаев в составе Рейхскомисариата Украина            |
| С 1944                             | Николаевская область                                               |